# 11-та піхотна дивізія (США)
11-та піхотна дивізія (США) (англ. 11th Infantry Division (United States) — військове з'єднання, піхотна дивізія армії США. Дивізія формувалася двічі за часи Першої світової війни, але не брала участі у бойових діях за ті часи, і втретє формувалася як хибна дивізія у 1944 році за часи Другої світової війни в контексті дезінформаційної операції операції «Фортитьюд».

## Історія з'єднання
11-та дивізія вперше була сформована як дивізія Національної гвардії на початку 1917 року і комплектувалася підрозділами Національної гвардії Мічигану та Вісконсину. До кінця того ж року 11-та дивізія була переформована на 32-гу дивізію (пізніше 32-га піхотна дивізія).
У серпні 1918 року 11-ту дивізію було створено вдруге як дивізію Національної армії, і недовго нею командував Джозеф Альфред Гастон, перш ніж командування обійняв Джессі Мак. Картер. Дивізію прозвали «дивізією Лафайєта», а її нарукавні знаки налічували силует цього відомого американського діяча часів Американської революції. 17-й піхотний полк та 63-й піхотний полк були двома підрозділами, розгорнутими як кадровий склад, навколо якого мала бути сформована дивізія. 71-й та 72-й піхотні полки були сформовані з кадрів 17-го та 63-го полків. Польова артилерійська бригада дивізії проходила навчання у Вест-Пойнті, штат Кентуккі, і насправді ніколи не приєднувалася до дивізії в Кемп-Мід. Загін удосконалених шкіл дивізії вирушив до Англії 25 жовтня 1918 року, прибувши туди 8 листопада 1918 року. Втім, з укладенням перемир'я подальші дії щодо підготовки з'єднання були припинені, а дивізія розформована 29 листопада 1918 року в Кемп-Мід, штат Меріленд.
11-ту піхотну дивізію було «реформовано» втретє у 1944 році в рамках операції «Фортитьюд». Це було суто умовне військове формування, яке мало замінити справжню 4-ту бронетанкову дивізію, коли та здійснювала передислокацію до Нормандії.
Дивізію нібито становила добре навчене з'єднання, що базується в районі Нортвіча, Чешир, зі штаб-квартирою в Деламер-Хаус. Коли 4-та бронетанкова дивізія перемістилася до Нормандії, 11-ту піхотну дивізію зображували як таку, що переміщується у звільнені пункти дислокації поблизу Бері-Сент-Едмендс. Там, у складі (умовного) XXXIII корпусу США (умовної) 14-ї армії США, їй було доручено готуватися до висадки в Па-де-Кале. Після операції «Фортітюд Саут II» демонструвався задум, що 11-та дивізія переміщувалася до Вінчестера в Гемпширі протягом серпня 1944 року. Потім 11-ту дивізію «планували» перемістити до Абергейвенні в Південному Уельсі протягом жовтня 1944 року, коли дезінформаційна операція була припинена розформуванням 11-ї дивізії для забезпечення заміни інших підрозділів. У цьому обмані 11-та піхотна дивізія складалася з умовних 178-го, 352-го та 392-го піхотних полків, а також з умовних підрозділів артилерії та підтримки.